# Philip Stenmalm
Philip Stenmalm (født 3. marts 1992) er en svensk håndboldspiller, der spiller for Ystads IF og det svenske A-landshold.
Hans bror, Elliot Stenmalm, er ligeledes håndboldspiller.